# Morava (Album)
Morava ist ein Jazzalbum von George Mraz. Die vom 9. bis 11. Juni 2000 in The Studio, New York City, mit der Tontechnikerin Katherine Miller entstandenen Aufnahmen erschienen am 27. Februar 2001 auf Milestone Records.

## Hintergrund
Der Bassist George Mraz, der 2021 im Alter von 77 starb, legte seit den 1980er-Jahren bei Milestone Records eine Reihe von Alben unter eigenem Namen vor wie My Foolish Heart (1995), Mraz Jazz (1996, mit Rich Perry, Larry Willis, Richie Beirach und Billy Hart), Bottom Lines (1997), mit Perry, Cyrus Chestnut und Al Foster und Duke’s Place, mit Chestnut, Renee Rosnes und Billy Drummond. Sein letztes Album für das Milestone-Label, Morava, nahm er 2000 mit der Sängerin Zuzana Lapčíková, dem Pianisten Emil Viklický und dem Schlagzeuger Billy Hart auf. Als Material wählte er Lieder, die auf der Volksmusik Mährens basieren oder von ihr inspiriert sind. Einige der Lieder werden instrumental dargeboten, die meisten von ihnen aber von Zuzana Lapcíková gesungen. Außerdem spielt sie das Cymbalon, ein Hackbrett, das in der osteuropäischen Volksmusik verwendet wird. Mährische Volksweisen bilden auch den Ausgangspunkt des Albums Moravian Gems von George Mraz und Iva Bittova mit Emil Viklický und Laco Tropp (Cube-Metier 2007).
Die Liner Notes schrieb Doug Ramsey.

## Titelliste

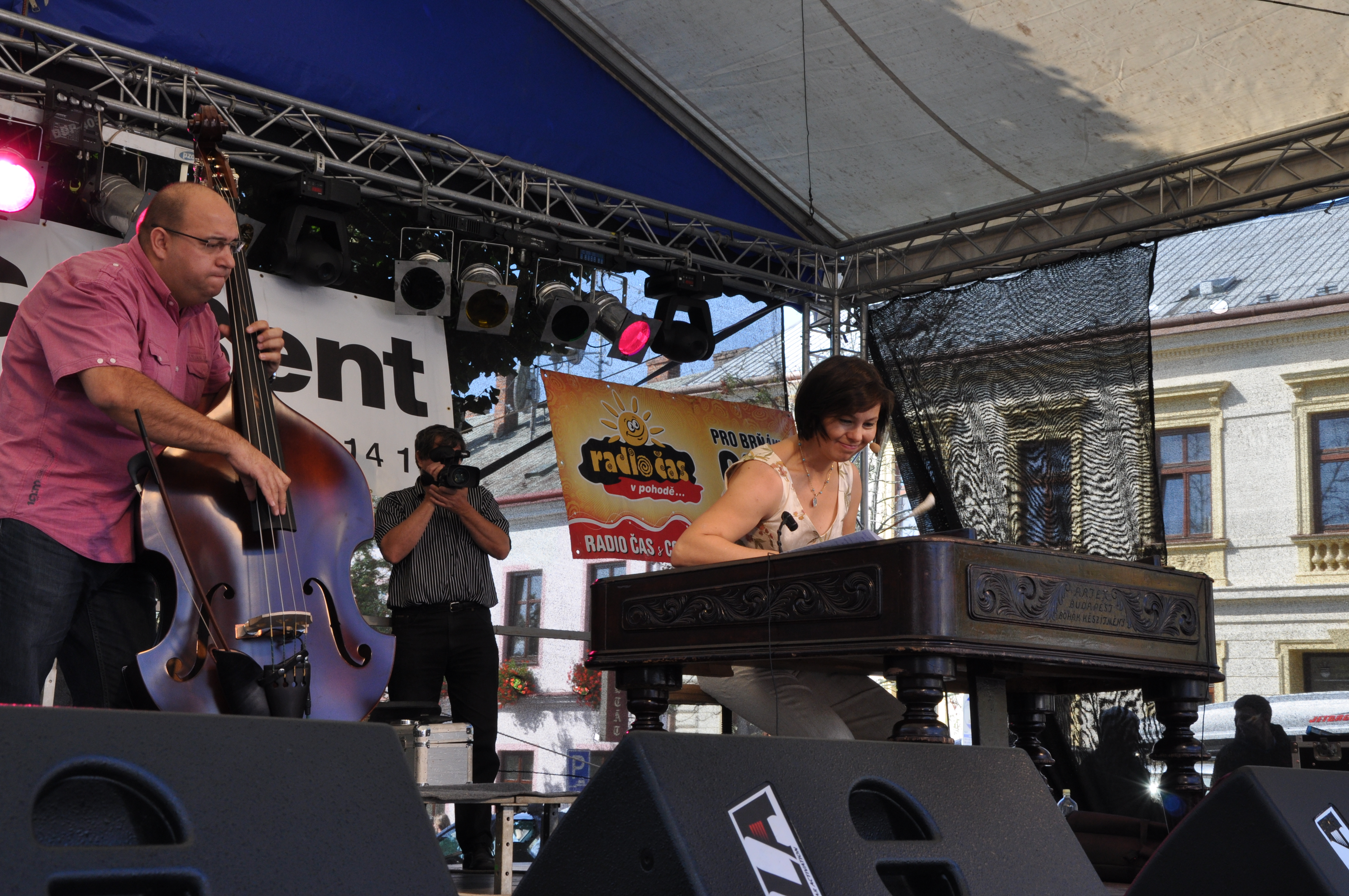
Zuzana Lapčíková mit Josef Fečo bei einem Auftritt beim Hrnčířský jarmark in Kunštát 2011

- George Mraz: Morava (Milestone MCD-9309-2)[2]

1. Aspen Leaf (Na Osičce) (Viklický, Lapčíková) 5:45
2. Oh, Mountain(Hora, Hora) (Viklický, Lapčíková) 4:40
3. Gray Pigeon (Vidĕla Jsem Mého Holúbka Sivého) (Viklický, Lapčíková) 4:48
4. Up in a Fir Tree (Na Košatej Jedli) (Viklický, Leoš Janáček, Lapčíková) 3:40
5. Myjava (Viklický, Lapčíková) 6:14
6. She Walks in a Meadow (Chodila Po Roli) (Viklický, Lapčíková) 4:56
7. Little Black Swallow (Laštověnka, Černý Pták) (Viklický, Lapčíková) 2:44
8. Wine, Oh Wine (Vinko, Vinko) (Viklický) 6:37
9. Gray Falcon (Zalet' Sokol, Sivý Pták) (Mraz, Lapčíková) 2:03
10. The Sun Goes Down (Slunéčko Sa Níží) (Viklický, Lapčíková) 6:16
11. Jurenko, Jurenko (Viklický, Lapčíková) 3:46

## Rezeption
Alex Henderson verlieh dem Album in Allmusic vier Sterne und lobte, das Album sei eine gelungene Fusion von Jazz mit Weltmusik, hier mit traditionellem mährischen Folk. Nicht alle Tage höre man gleichzeitig tschechische Texte und Jazzrhythmen, aber beides erweise sich als durchaus vereinbar. Morava sei nicht das erste Beispiel für einen Jazz-Künstler, der sich von osteuropäischer Musik inspirieren lässt – so hatte der schwedische Pianist Jan Johansson ein Album mit russischen Volksliedern aufgenommen (Jazz pa Ryska, 1967), und 1999 integrierte Helen Merrill kroatische Elemente auf Ana Jelena Milcetic, alias Helen Merrill (bei der Mraz am Kontrabass beteiligt war). Trotzdem kann man mit Sicherheit sagen, dass Post-Bop/mährische Fusion nichts sei, mit dem die Jazzwelt überschwemmt wurde. Konsequent risikofreudig und explorativ, gehöre Morava zu den besten Errungenschaften des Bassisten.
Nach Ansicht von Joe Grossman gehört die Session in Wirklichkeit dem Pianisten-Arrangeur Emil Viklicky und der Sängerin und Cymbalistin Zuzana Lepcikova, auch wenn George Mraz als Bandleader aufgeführt sei. Auch wenn die Stücke auf Volksmusik basierten, bekomme diese Musik durch Viklickys herausragende Arrangements und die solide Rhythmusgruppe von Mraz und Billy Hart einen klaren Jazz-Spin. Lepcikova habe eine schöne, etwas klagende Stimme, die klinge, als würde sie auch mit traditionelleren Vertonungen dieser Musik gut zurechtkommen. Der Autor fühlt sich stark an das Azimuth-Projekt von John Taylor und Norma Winstone erinnert. Viklicky sei ein versierter Pianist, der eine Bandbreite von einfühlsamen Balladen bis hin zu schnellen Swingnummern beherrsche, wobei das durchschnittliche Tempo des Albums eher im mittleren bis langsamen Bereich angesiedelt sei. „Wirkliche Avantgarde-Elemente gibt es hier nicht, aber die Kombination der Zutaten ergibt eine ungewöhnliche und reizvolle CD.“